# Rybczewice (Świdnik)
Pour les articles homonymes, voir Rybczewice.
Rybczewice (prononciation [rɨpt͡ʂɛˈvʲit͡sɛ]) est un village de la gmina de Rybczewice du powiat de Świdnik dans la voïvodie de Lublin, situé dans l'est de la Pologne.
Le village est le siège administratif (chef-lieu) de la gmina appelée gmina de Rybczewice.
Il se situe à environ 24 kilomètres au sud-est de Świdnik (siège du powiat) et 32 kilomètres au sud-est de Lublin (capitale de la voïvodie).
Le village comptait approximativement une population de 840 habitants en 2006.

## Histoire
De 1975 à 1998, le village est attaché administrativement à l'ancienne voïvodie de Lublin.

Depuis 1999, il fait partie de la nouvelle voïvodie de Lublin.